# Charlie Sitton
Charles E. Sitton (ur. 3 lipca 1962 w McMinnville) – amerykański koszykarz, występujący na pozycji niskiego skrzydłowego.
W 1980 został zaliczony do I składu Parade All-American, a w 1979 do II składu.

## Osiągnięcia
Na podstawie, o ile nie zaznaczono inaczej.
NCAA
- Uczestnik rozgrywek:
  - Elite 8 turnieju NCAA (1982)
  - II rundy turnieju NCAA (1981, 1982)
  - turnieju NCAA (1981, 1982, 1984)
- Mistrz sezonu regularnego konferencji Pac-10 (1981, 1982, 1984)
- Zaliczony do:
  - I składu Pac-10 (1982–1984)
  - III składu All-American (1984 przez NABC)

Reprezentacja
- Mistrz igrzysk panamerykańskich (1983)[2]